# 林弥一郎
林 弥一郎（はやし やいちろう、1911年9月2日 - 1999年8月14日）は、大日本帝国陸軍の軍人、最終階級は陸軍少佐。
日中友好会会長。中国人民解放軍空軍の創設に貢献した。大阪府出身。

## 経歴
大阪府南河内郡藤井寺町（現：藤井寺市）の農家・林卯一郎の四男として生まれる。1931年（昭和6年）4月、富田林中学校を卒業。
1932年（昭和7年）1月に入営し陸軍航空兵二等兵となる。同年9月から1933年（昭和8年）4月まで所沢陸軍飛行学校で学ぶ。1934年（昭和9年）8月から1935年（昭和10年）1月まで第51期操縦学生として訓練を受ける。飛行第1連隊付などを経て、1936年（昭和11年）12月、陸軍航空兵曹長に昇進し熊谷陸軍飛行学校助教となる。1938年（昭和13年）5月、第18期少尉候補者として陸軍士官学校豊岡分校に入校し、同年11月、優等で卒業した。
1938年（昭和13年）12月、陸軍航空兵少尉に進級し陸軍航空士官学校付となる。1939年（昭和14年）12月、陸軍航空兵中尉に昇進。1941年（昭和16年）9月、飛行第54戦隊第3中隊長となり太平洋戦争を迎えた。
1942年（昭和17年）8月、陸軍大尉に進級。1943年（昭和18年）11月、飛行第54戦隊付となり、第37教育飛行隊長を経て1944年（昭和19年）12月、陸軍少佐に進み関東軍の第2航空軍独立第101教育飛行団第4練成飛行隊長として終戦を迎えた。
戦後、ソ連軍への降伏を拒み、部隊を率いて山中に潜伏したが、食料が尽き、中国国民政府軍に降伏することにしたが、誤認により、中国共産党軍に降伏し、捕虜となった。
林彪や中国共産党中央東北局の彭真書記に中国共産党軍の航空隊設立を要請され、部下300人の生活保証と引き換えに受諾した。1946年1月1日に航空総隊を設立し、朱端隊長に次ぐ副隊長兼参議に任命された。
同年2月に通化事件が起こると、隊員が数名事件に関係したことが明らかになり、中国共産党中央から林を銃殺するよう3度命令が出された。林は事件前日に蜂起の情報を政治委員の前田光繁に伝えていたため、政治委員の黄乃一が弁明を務めた結果処刑を免れたが、航空総隊の人事権は前田に移された。3月1日に東北民主聯軍航空学校が発足すると飛行主任教官に任命され、中国共産軍の航空隊育成を行った。
1956年（昭和31年）8月に帰国。その後、日中友好会会長を務めた。
帰国後は、八路軍に抑留された自分たちは抑留されたことによって恩給年限が延びたために十分な恩給をもらっているが、同じく八路軍に抑留された日赤などの非軍人の人たちについて何らか救済措置を講じて欲しいと飯田忠雄参議院議員に頼んでいる。